# نظرية السيطرة على الخوف
نظرية السيطرة على الخوف (TMT) نظرية لكل من علم النفس الاجتماعي وعلم النفس التطوري اقتُرحت أولاً من قبل جيف غرينبرغ وشيلدون سولومون وتوم بيزتشينسكي ودونوها في كتابهم The Worm at the Core: On the Role of Death in Life (2015). وتقترح أن صراعاً نفسياً أساسياً ينتج عن امتلاك غريزة لحفظ الذات أثناء إدراك أن الموت حتمي وغير متوقع إلى حدٍّ ما. هذا الصراع ينتج عنه خوف ويُسيطَر عليه باعتناق معتقدات ثقافية أو أنظمة رمزية تعمل على التصدي للواقع الحيوي بأشكال راسخة وأكثر ثباتاً للمعنى والقيمة.
من أكثر الأمثلة وضوحاً عن القيم الثقافية التي تسكّن وتهدّئ قلق الموت هي تلك التي تدعي أنها تمنح الخلود (مثل الإيمان بالحياة بعد الموت، والديانة). على أي حال، تحتج نظرية السيطرة على الخوف أيضاً أن قيماً ثقافية أخرى -ومن ضمنها تلك الغير متعلقة بالموت على ما يبدو- تمنح خلوداً رمزياً. على سبيل المثال، قيم الهوية الوطنية والذرية ووجهات النظر الثقافية عن الجنس وسموّ الإنسان عن الحيوانات رُبطت بمخاوف/بما يخص الموت. وفي العديد من الحالات يعتقد أن هذه القيم تمنح خلوداً رمزياً إما أ) عن طريق التزويد بإحساس أن المرء عبارة عن جزء من شيء أعظم سيبقى ويعيش أكثر من الفرد في النهاية (مثل البلاد والسلالة والأنواع) أو ب) بجعل الهوية الرمزية للمرء أسمى من الطبيعة الحيوية (مثلاً أنت عبارة عن شخصية وهذا ما يجعلك أكثر من مجرد كتلة من الخلايا).
ولأن القيم الثقافية تحدد أي الأشياء ذو معنى أو قيمة فهي أيضاً أساس تقدير الذات. تصف نظرية السيطرة على الخوف تقدير الذات على أنه القياس الشخصي الذاتي لمدى نجاح الفرد بمجاراة قيمه الثقافية.
أُخِذت نظرية السيطرة على الخوف من عمل عالم الإنسان إرنست بيكير غير الخيالي الفائز بجائزة بوليتزر The Denial of Death أو نكران الموت الذي احتج فيه بيكير أن معظم الفعل الإنساني يُتخذ لتجاهل أو تجنب حتمية الموت. إن الخوف من الفناء التام يخلق قلقاً شديداً -وإن كان في غير الوعي- لدى الناس أن يقضوا حياتهم محاولين أن يجعلوها ذات معنى. وبدرجاتٍ عالية، تبني المجتمعات رموزاً: كالقوانين وأنظمة المعنى الديني والثقافات وأنظمة المعتقدات لتوضّح أهمية الحياة ولتحدد ما الذي يصنع بعض الخصائص والمهارات والمواهب بشكل استثنائي ولتكافئ الآخرين الذين تجدهم يجسدون خصائصاً محددة ولتعاقب أو تقتل الآخرين الذين لا يلتزمون برؤية العالم الثقافية الخاصة بهم. على صعيد الفرد يزود تقدير الذات بواقٍ ضد القلق المرتبط بالموت.

## الخلفية
أكّد عالم الإنسان الثقافي إرنيست بيكير في كتابه نكران الموت عام 1973 أن البشر باعتبارهم حيوانات ذكيّة يمكنهم أن يدركوا ويستوعبوا حتمية الموت. لذلك يقضون حياتهم وهم يبنون ويؤمنون بعناصر ثقافية تصوّر لهم كيف يمكنهم أن يبرزوا كأفراد ويمنحوا حياتهم معنى وأهمية. يخلق الموت قلقاً لدى البشر؛ فهو يحدث في لحظات عشوائية ومفاجئة وطبيعته أساسياً مجهولة ما يجعل الناس يصرفون معظم وقتهم وطاقتهم ليفسروه ويتفادوه ويتجنبوه.
فسّر بيكير وشرح رأيه بعد الكتابات السابقة لسيغموند فرويد وسارين كيركاغارد ونورمان أو. براون وأوتو رانك. وتبعاً للطبيب النفسي السريري مورتون ليفيت، يستبدل بيكير انغماس فرويد بالجنسانية بالخوف من الموت كالدافع الأساسي في السلوك الإنساني.
يرغب الناس أن يشعروا بأنفسهم كمخلوقات لها قيمة واعتبار مع إحساس بالاستقرار وهو مفهوم في الطب النفسي معروف بتقدير الذات. هذا الإحساس أو الشعور يعاكس التنافر المعرفي الذي أوجده إدراك الفرد لإمكانية أنه لن يكون أكثر أهمية من أي مخلوق آخر على قيد الحياة. يشير بيكير إلى التقدير العالي للذات على أنه استبسال أو بطولة:
إن مشكلة الأعمال البطولية هي المشكلة المركزية في حياة الإنسان فهي تدخل عميقاً في طبيعة الإنسان أكثر من أي شيء آخر لأنها تعتمد على النرجسية العضوية وعلى حاجة الطفل لتقدير الذات على أنه شرط حياته. إنّ المجتمع بحد ذاته نظام بطل منظّم ما يعني أن المجتمع في كل مكان عبارة عن خرافة حية عن أهمية حياة الإنسان وهو بدعة جريئة عن المعنى.
إن السبب المنطقي للقرارات بخصوص صحة المرء يمكن اكتشافه عن طريق نموذج للسيطرة على الخوف. يقترح مقال بحثي لعام 2008 في مراجعة طبية نفسية نموذج ثلاثي الأجزاء لفهم كيف أن إدراك وفهم الموت يمكنه وبغرابة أن يخرّب السلوكيات المعززة للصحة وذلك بإعادة توجيه تركيز المرء نحو سلوكيات تبني وتعزز تقدير الذات عوضاً عنها: «الافتراض 1 يقترح أن الأفكار الواعية عن الموت يمكنها أن تحرّض استجابات موجهة للصحة هدفها إزالة الأفكار المتعلقة بالموت من الانتباه المركزي الحالي. الافتراض 2 يقترح أن التجاوب اللا واعي للإدراك المعرفي للموت يروّج للدفاعات الموجهة للذات وهي هادفة للحفاظ، ليس على صحة المرء، لكن على الشعور بالمعنى وتقدير الذات. الافتراض الأخير يقترح أن المواجهات باستخدام الجسد يمكنها أن تضعف دفاعات رمزية وبالتالي ستعرض حاجزاً غير معروف سابقاً لنشاطات الترويج للصحة.»

### الخلفية التطورية
يَعتبر واضعوا نظرية السيطرة على الخوف أنها متوافقة مع نظرية التطور: المخاوف المعقولة من الأشياء الخطيرة تمتلك عملاً متكيّفاً ساعد بتسهيل بقاء وخلود جينات أسلافنا. على أي حال، إن القلق الوجودي المعمم الناتج عن التصادم والتعارض بين الرغبة في الحياة وإدراك حتمية الموت ليس مكيّفاً ولا مختاراً. ترى نظرية السيطرة على الخوف أن القلق الوجودي عبارة عن منتج ثانوي مؤسف لهذين الميلين البشريين شديدَي التكيّف أكثر من كونه تكيّفاً اختارته عملية التطور لمحاسنه. وكمان أنّ ثنائية الحركة للإنسان تضيف محاسناً ومساوئاً فإن قلق الموت يشكل جزءاً حتمياً من ذكائنا وإدراكنا للأخطار.
هدد القلق استجابةً لحتميّة الموت بإضعاف العمل المتكيّف ولذلك احتاج للإصلاح. تفترض نظرية السيطرة على الخوف أن الجنس البشري قد استخدم نفس السعات العقلانية التي رفعت هذه المشكلة لتبتكر قيماً ومعتقداتٍ ثقافيةً أمنت حماية ضد القلق المحتمل. تأخذ نظرية السيطرة على الخوف هذه المعتقدات الثقافية (حتى غير المؤلمة والمخيفة منها مثل طقوس التضحية بالبشر) بعين الاعتبار عند السيطرة على قلق الموت المحتمل بطريقة تروّج للمعتقدات والسلوكيات التي سهلت عمل وبقاء الجماعة.
استخدم مجتمع الصيد قدراتهم الإدراكية الظاهرة لتسهيل حل المشاكل العملية مثل الحاجات الأساسية للتغذية والتزاوج وصنع الأدوات. وبينما تطورت هذه القدرات ظهرت أيضاً معرفة جليّة عن الموت. ولكن ما أن تجسّدت هذه المعرفة وضع احتمال الخوف والرعب الذي خلقته ضغطاً على المفاهيم المستجدة للواقع. إن أي تكوين تصوري سيُقبل بشكل واسع من قبل المجموعة ي0ب عليه أن يؤمن وسيلةً للسيطرة على هذا الخوف.
في الأساس، ظهور الفضيلة تطوّر ليسهل التعايش بين المجموعات. ومع اللغة، قدّمت الفضيلة وظائف عملية مدّدت البقاء والنجاة. إن الصراع لنفي نهائية الموت انتدب وغير عمل هذه الاختراعات الثقافية. على سبيل المثال، ربما بدأ أفراد النياندرتال بدفن أمواتهم كوسيلة لتجنب الروائح المزعجة أو الطفيليات الممتلئة بالأمراض أو المنظفين الخطيرين. ولكن خلال العصر الحجري القديم الأعلى بدت ممارسات الدفن العملية هذه أنها أصبحت مشبعة بطبقات من إجراء الطقوس والمعتقدات الخارقة للطبيعة، اقترح هذا من خلال التزيين المفصّل للجثث بآلاف الخرزات أو العلامات الأخرى. وكان الطعام والمستلزمات الأخرى أيضاً متضمنين في حجرة الدفن ما يشير إلى احتمال وجود نظام مُعتَقد تضمّن الحياة بعد الموت. في العديد من الثقافات البشرية حالياً، يُنظر للجنائز بشكل أساسي على أنها أحداث ثقافية، تُستعرَض من خلال عدسة الفضيلة واللغة مع القليل من التفكّر بالأصول المنفعية لدفن الموتى.
يشير التطور التاريخي أيضاً أن «عواقب تجاهل التهديدات زادت عن عواقب تجاهل الفرص لتطوير الذات.» وهذا يعزز مفهوم أنّ الاحتياجات الإجمالية للفرد والمجتمع لتقدير الذات يمكن أن يستمر اختيارها من قبل التطوّر حتى عندما تقوم أحياناً بمنح مخاطر على الصحة الجسدية والمعافاة.